# Escut de Sud-àfrica
L'escut de Sud-àfrica actualment en vigor, adoptat el 27 d'abril de l'any 2000, va substituir l'aprovat el 17 de setembre del 1910. Les modificacions efectuades responen al desig de simbolitzar els canvis constitucionals esdevinguts a partir del 1994, a més a més d'un nou sentiment patriòtic.

## L'escut actual

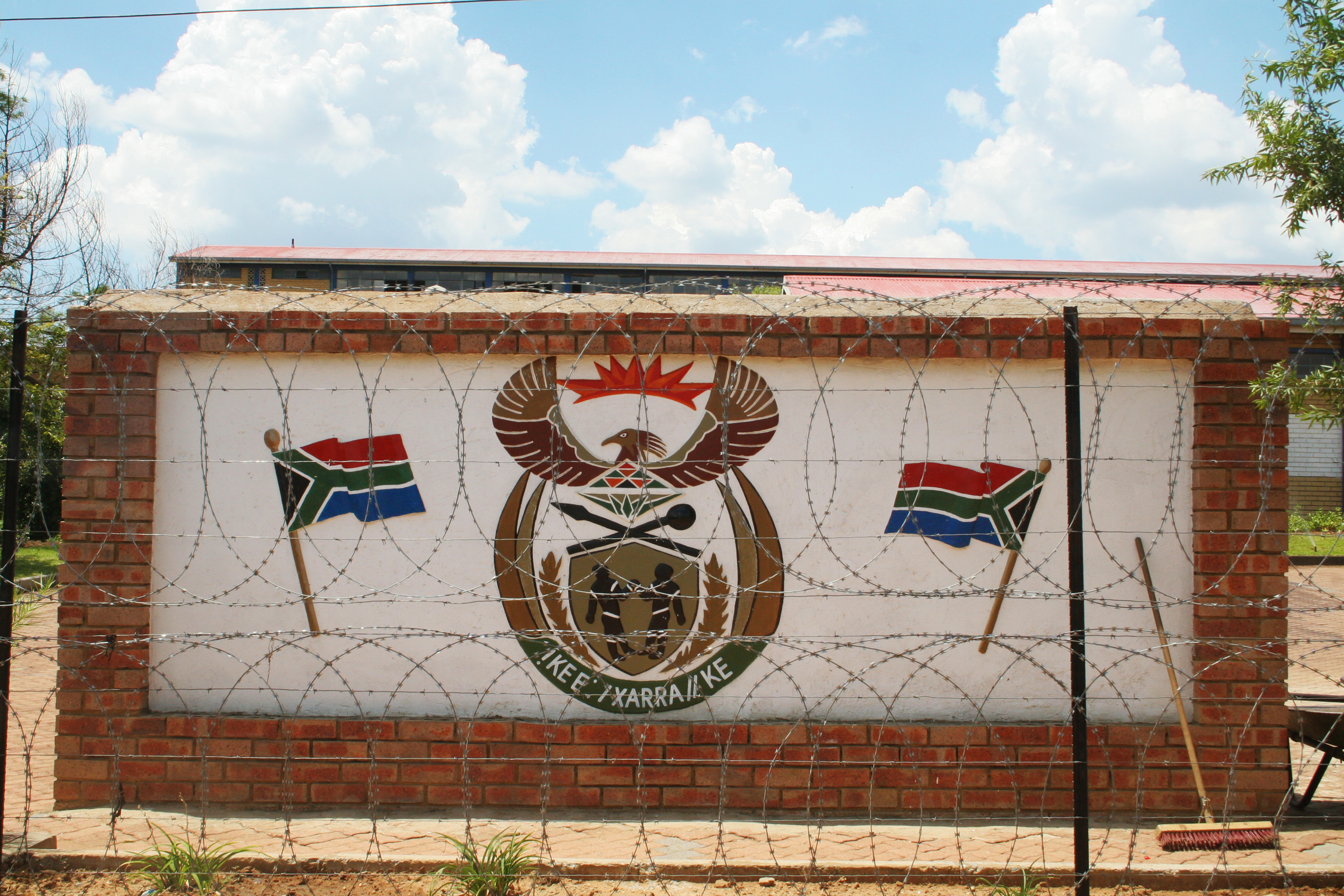
L'escut de Sud-àfrica, juntament amb la bandera, dibuixats en un mur de Soweto

L'emblema estatal que s'utilitza a hores d'ara és compost de dos ovals, dissimulats pels diversos elements integrants, que formen una mena de 8 i simbolitzen la infinitud. A la part inferior, en un semicercle de color verd, s'hi pot llegir el lema nacional: !KE E: /XARRA //KE, que en |xam, una antiga llengua khoisànida extinta, significa 'Pobles diversos, units'. La forma de l'emblema està definida per dos parells d'ullals d'elefant –símbol de saviesa, força, moderació i eternitat– i, al capdamunt, pels raigs d'un sol ixent que representa la renaixença espiritual de la nació sud-africana. Entremig hi figura un ocell secretari amb les ales esteses que simbolitza la protecció del país. A l'interior d'un escut d'or, en forma de tambor, s'hi representen dues figures humanes extretes de les pintures rupestres boiximanes, símbol del poble sud-africà, en posició afrontada, saludant-se, com a senyal d'unitat. Al voltant de l'escut figuren dues espigues de blat, símbol de fertilitat i desenvolupament, i al damunt una llança i un knobkierrie (mena de garrot sud-africà) passats en sautor, símbols de defensa i autoritat i alhora de pau, ja que estan ajaguts; tot plegat sobremuntat d'una flor de gènere Protea, símbol de la bellesa i el potencial de la nació, amb la corol·la estilitzada a la manera d'un teixit amb els colors tradicionals africans, que alhora conforma el cos de l'ocell.

## Escuts anteriors
Atorgat per concessió reial el 17 de setembre del 1910, els quatre quarters de l'escut heràldic representaven les quatre colònies fundadores de la Unió Sud-africana i es van mantenir més enllà del 1961, any de la proclamació de la república independent.
Al primer quarter, la Colònia del Cap és representada per una al·legoria de l'Esperança, en al·lusió al cap de Bona Esperança. Al segon quarter, els dos nyus són el senyal de la província de Natal. Al tercer quarter, el taronger fruitat representa l'Estat Lliure d'Orange. Al quart quarter, el carro dels Voortrekkers és el símbol de la República del Transvaal.
Com a suports de l'escut hi havia dos antílops sud-africans, un springbok a la destra i un òrix a la sinistra. El primer prové de les armories de la Colònia del Riu Orange, mentre que l'òrix ve de les del Cap. Finalment, el lleó de gules que sosté el feix de quatre barres fa al·lusió a la unitat dels quatre territoris originaris i a la divisa del país en llatí: Ex Unitate Vires ('La unió fa la força'), provinent de la divisa en neerlandès de l'antiga República Sud-africana del Transvaal (Eendracht Maakt Macht).

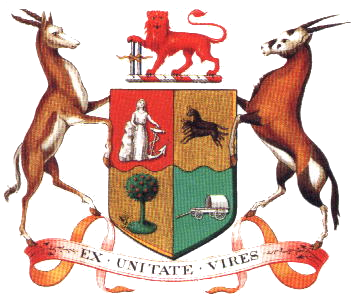
1910-1930
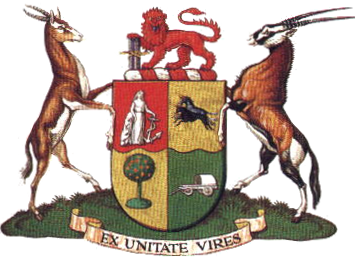
1930-1932
1932-2000